# Gać (Pilica)
Gać ist der Name eines kleinen linken Zuflusses der Pilica in der Woiwodschaft Łódź in Polen. Das Fließgewässer gehört damit dem Flusssystem der Weichsel an.

## Geografie
Das Gewässer entspringt westlich des Dorfs Tarnowska Wola (Gmina Lubochnia) rund 15 Kilometer nördlich der Stadt Tomaszów Mazowiecki in einer Höhe von rund 186 m. Der Bach fließt in südöstlicher Richtung, bis er nach einem Lauf von rund 18 Kilometern Länge bei dem Dorf Spała (Gmina Inowłódz) rund 6 km östlich von Tomaszów Mazowiecki auf einer Höhe von 146 m in die Pilica mündet. Das Einzugsgebiet wird mit 91 km² angegeben.